# Mwamala (Nzega)
Mwamala ist ein Verwaltungsbezirk (englisch Ward) des Distrikts Nzega (DC) in der tansanischen Region Tabora.

## Geografie
Mwamala ist ein ländlicher Bezirk im westlichen Teil des zentralen Hochlands von Tansania, etwa 30 Kilometer Luftlinie nordwestlich der Distrikthauptstadt Nzega. Bei der Volkszählung 2022 lebten 22.349 Menschen in 4086 Haushalten auf einer Fläche von 204 Quadratkilometern.
Der Bezirk grenzt an fünf Bezirke des Distrikts Nzega (DC):
| Igusule |                                             | Sigili |
|         | Kompassrose, die auf Nachbargemeinden zeigt | Kasela |
| Ikindwa | Uduka                                       |        |

## Gliederung
Der Bezirk besteht aus sieben Gemeinden (swahili Mtaa) mit 38 Orten (Kitongoji):
| Mwamala - Mwamala - Mashigo - Kipilimuka - Buyage - Bugomba | Kishili - Kishili - Kashishi - Nyika - Kitongo - Bubiti A - Bubuti B | Seki - Seki - Bulyangoko - Ilandala - Sigili - Bukalila - Lulushi | Chaming'hwa - Chaming'hwa - Nyahawe - Bugobo - Buneleja - Mganwa - Shanemba | Nawa - Nawa A - Nawa B | Buhondo - Buhondo - Ng'wasato - Mhingili - Magoweko - Nshinshinulu - Lunguya - Migela | Mahene - Mahene - Mahene Relini - Kasati - Igabanhilo - Igalukilo - Nduhi |

## Infrastruktur
- Bildung: Die Mwamala Secondary School ist eine staatliche weiterführende Schule, die als Tagesschule Jugendliche bis zur 4. Stufe ausbildet.[8]
- Gesundheit: In den Gemeinden Mwamala und Buhondo gibt es je eine staatliche Apotheke.[9][10]